# Terrebasse
Terrebasse é uma comuna francesa na região administrativa de Occitânia, no departamento de Alta Garona. Estende-se por uma área de 9,56 km². Em 2010 a comuna tinha 139 habitantes (densidade: 14,5 hab./km²).